# Potmě jsou všechny kočky černý
Potmě jsou všechny kočky černý je páté album české hudební skupiny Mandrage. Vydáno bylo 20. listopadu roku 2015.

## Seznam skladeb
1. Potmě jsou všechny kočky černý
2. Jaguár na krku
3. Travolta
4. Všechno je to trapný
5. Brouci
6. Marmeláda
7. Je mi to líto
8. Ona se smála
9. Sangrie
10. Chůze po provazu